# Babylas z Antiochie
Svatý Babylas (řecky Βαβύλας Αντιοχείας; † 253) byl patriarcha antiochijský (237–253), který zemřel ve vězení během Deciova pronásledování. Pravoslavní a východní katolické církve byzantského ritu slaví svátek 4. září (dle juliánského kalendáře), zatímco římští katolíci 24. ledna (památka). Stal se prvním svatým, u kterého je zaznamenán přenos ostatků z náboženských důvodů (translace); taková praxe se stala běžnou až v pozdějších staletích.

## Život
Jako biskup antiochijský nastoupil po Zebinovi za vlády císaře Gordiana III. (238–244), na stolec nastoupil jako dvanáctý v pořadí. Během Deciova pronásledování (250) byl pro své pevné postoje uvržen do vězení, kde na následky utrpení zemřel. Proto je uctíván jako mučedník.
Jan Zlatoústý ve svém kázání o Babylovi nezmiňuje jméno císaře a není ani ve Skutcích mučedníků; Skutky jmenují Numeriana. Pravděpodobnější je současník Philippus Arabs, kterého, podle Eusebia, biskup nepustil na shromáždění křesťanů o velikonoční vigilii. Pozdní legenda vysvětluje, že Babylas požadoval, aby se císař kál za svou roli při vraždě mladého Gordiana III. dříve, než dovolí Philippovi slavit Velikonoce.
K němu je přiřazováno dalších pět mučedníků, jeho duchovních následovníků:
- Agapius
- Epolonius
- Prilidianus
- Timoteus
- Urbanus

## Uctívání
Císař Constantius Gallus nechal v roce 351 postavit nový chrám k Babylově slávě v Harbiji na předměstí Antiochie a přikázal přenést tam Babylovy ostatky. Gallovým cílem bylo translací potlačit pohanské zvyky rozvíjené v místním Apollónově chrámu, neboť, jak pravil Jan Zlatoústý: „lékaře nepotřebují zdraví, ale nemocní“.
Jak zaznamenal Jan Zlatoústý: když císař Julianus Apostata v roce 362 obcoval s věštci v chrámu v Dafné, nedostalo se mu odpovědi a dozvěděl se, že je to kvůli Babylově blízkosti. Nechal proto otevřít sarkofág, mučedníka exhumovat a tělo uložit v původním hrobě. O pár dní později, 22. října, záhadně vypuknul v Apollónově chrámu požár, při kterém vzala zasvé střecha i socha boha Apollóna, která byla kopií Feidoovy sochy Dia v Olympii. Julián, podezřívaje namíchnuté křesťany, nařídil uzavřít katedrálu v Antiochii, a vyšetřit příčinu požáru. Historik Ammianus Marcellinus zmíňuje frivolní zvěsti, podle kterých za požár mohou svíce rozžehnuté pohanem v pozdní noci (XXII, 13). Jan Zlatoústý tvrdí, že požár způsobil úder blesku. Babylovy ostatky byly znovu pohřbeny v kostele jemu zasvěceném na druhém břehu řeky Orontes. Na konci svého kázání Jan Zlatoústý zmiňuje stavbu kostela zasvěceného Babylovi a horlivost biskupa Melétia, který ke zdaru díla přispěl vlastníma rukama.
Je to první záznam translace pohřbeného svatého, které byla obvyklá až ve středověku.
Ještě o dvacet let později byly zmiňovány sloupy a stěny zhrouceného chrámu. Podle středověké legendy byly ostatky Babila přesunuty do Cremony.